# El Aguacatito, Hidalgo
El Aguacatito är en ort i Mexiko.   Den ligger i kommunen Pacula och delstaten Hidalgo, i den sydöstra delen av landet, 160 km norr om huvudstaden Mexico City. El Aguacatito ligger 1 198 meter över havet och antalet invånare är 104.
Terrängen runt El Aguacatito är bergig västerut, men österut är den kuperad. El Aguacatito ligger nere i en dal. Runt El Aguacatito är det ganska glesbefolkat, med 39 invånare per kvadratkilometer. Närmaste större samhälle är Zimapan, 17,2 km söder om El Aguacatito. I omgivningarna runt El Aguacatito växer huvudsakligen savannskog.